# Launay
Launay is een gemeente in het Franse departement Eure (regio Normandië) en telt 216 inwoners (1999). De plaats maakt deel uit van het arrondissement Bernay.

## Geografie
De oppervlakte van Launay bedraagt 2,3 km², de bevolkingsdichtheid is 93,9 inwoners per km².
De onderstaande kaart toont de ligging van Launay met de belangrijkste infrastructuur en aangrenzende gemeenten.

## Demografie
Onderstaande figuur toont het verloop van het inwonertal (bron: INSEE-tellingen).